# District de Mashike

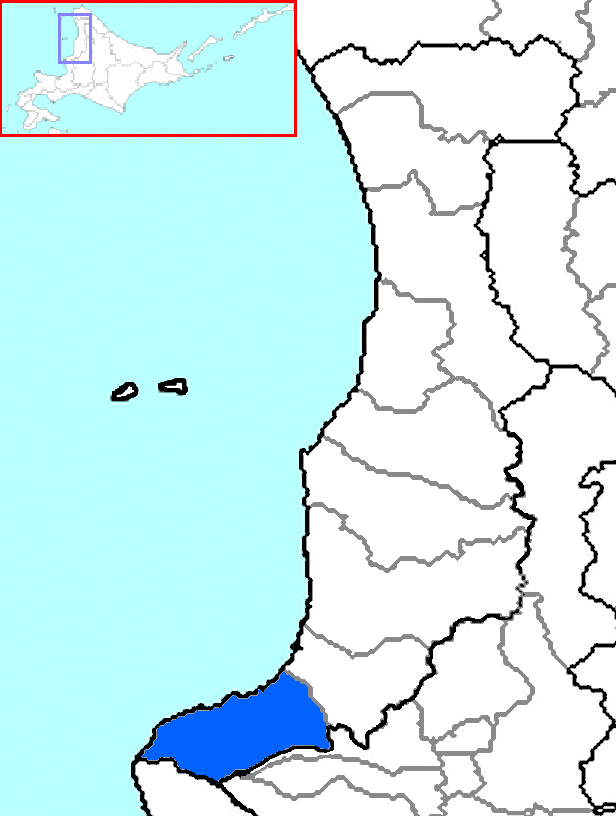
Le district de Mashike dans la sous-préfecture de Rumoi.

Le district de Mashike (増毛郡, Mashike-gun) est un district de la sous-préfecture de Rumoi au Japon.
Au 1er mars 2015, sa population était estimée à 4 822 habitants pour une superficie de 369,71 km2.

## Commune du district
- Mashike